# Mycroft Holmes
Mycroft Holmes è un personaggio immaginario dei racconti di Arthur Conan Doyle, fratello maggiore di sette anni del famoso detective Sherlock Holmes. In possesso di capacità deduttive addirittura superiori di quelle del fratello minore, Mycroft è tuttavia incapace di svolgere il lavoro tanto caro al fratello a causa della sua pigrizia.

## Biografia
(Sherlock Holmes, parlando di suo fratello ne L'avventura dell'interprete greco)
Nonostante le storie di Doyle non chiariscano con precisione quale esatta posizione Mycroft Holmes svolga all'interno del governo britannico, Sherlock Holmes dice che «occasionalmente egli è il governo britannico... l'uomo più indispensabile nel paese.» Apparentemente il suo contributo consiste nello svolgere il compito di calcolatore umano: «le conclusioni di tutti i dipartimenti vengono passate a lui, che, come punto di raccolta ed elaborazione, ne trae l'equilibrio. Tutti gli altri uomini sono specialisti, ma la sua specializzazione è l'onniscienza (L'avventura dei progetti Bruce-Partington)».
Mycroft compare di persona in tre storie di Doyle, ne L'avventura dell'interprete greco, L'ultima avventura e L'avventura dei progetti Bruce–Partington, e viene inoltre citato ne La casa vuota. Nonostante in questi racconti s'impegni occasionalmente nell'aiutare il fratello, nel complesso rimane un risolutore di problemi sedentario, che fornisce le sue soluzioni apparentemente non basandosi su alcuna prova e delegando a Sherlock tutti i particolari pratici del caso.
In effetti, nonostante il suo talento deduttivo, la mancanza di senso pratico di Mycroft rappresenta un pesante handicap: ne L'avventura dell'interprete greco il suo metodo d'approccio al caso per poco non costa la vita al cliente.
Mycroft passa la maggior parte del suo tempo al Diogenes Club, di cui è cofondatore. Durante il periodo di assenza del fratello, ricomparso poi nella raccolta Il ritorno di Sherlock Holmes, Mycroft ha provveduto all'appartamento al 221B di Baker Street.

## Influenza culturale
Mycroft Holmes fu fonte d'ispirazione per il nome del silenzioso assistente del conduttore di quiz Robert Robinson nel programma radiofonico Brain of Britain, trasmesso da BBC Radio 4. La frase "Mycroft is shaking his head" divenne famosa tra gli ascoltatori. Ian Gillies (diventato noto come Mycroft) morì nel 2002 e fu rimpiazzato da un personaggio conosciuto come "Jorkins".

## In altri media

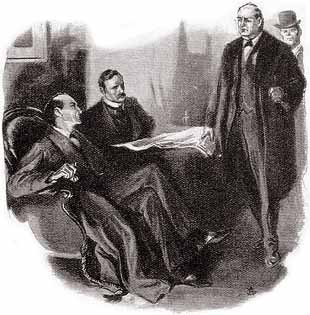
Mycroft Holmes mentre si incontra con suo fratello Sherlock

Il personaggio è stato ritratto molte volte in adattamenti delle storie di Holmes per il cinema, la televisione e la radio.

### Radio
In un programma radiofonico degli anni cinquanta, Sherlock Holmes aveva la voce di John Gielgud, mentre il suo vero fratello, Val Gielgud, dava la voce a Mycroft.

### Cinema
Nel film Vita privata di Sherlock Holmes, diretto da Billy Wilder nel 1970, è invece Christopher Lee a vestire i panni di Mycroft. Tra il 1991 ed il 1992, Lee vestirà invece i panni di Holmes per due film TV nei quali Mycroft è interpretato dall'attore Jerome Willis.
L'attore Charles Gray interpretò Mycroft sia nel film Sherlock Holmes: soluzione sette per cento (Herbert Ross, 1976), sia in quattro episodi della serie televisiva Le avventure di Sherlock Holmes, prodotto dalla Granada Television tra il 1984 e il 1994.
Nel film di Guy Ritchie Sherlock Holmes - Gioco di ombre (2011) è interpretato da Stephen Fry.
Nel film Enola Holmes (2020) è interpretato da Sam Claflin.

### Televisione
Nel film TV The Royal Scandal, diretto nel 2001 da Rodney Gibbons, Mycroft è interpretato da R.H. Thomson.
Il personaggio di Mycroft è apparso anche nella serie Sherlock (2010-2017), interpretato da Mark Gatiss, che è anche co-ideatore e sceneggiatore della serie. Mycroft è a capo della sicurezza nazionale britannica, un funzionario governativo importante nonché amico della stessa regina Elisabetta II.
Nella serie Elementary (2012-2019), Mycroft è il proprietario di una catena di ristoranti internazionale, il Diogenes: appare pigro e poco intelligente, ma in realtà è un agente operativo dell'intelligence britannica (MI6); ha accettato l'incarico perché aveva bisogno di denaro, e vi è rientrato successivamente per proteggere Sherlock. 
Nella serie televisiva britannica del 2021 di Netflix, Gli Irregolari di Baker Street (The Irregulars), ideata da Tom Bidwell, il personaggio di Mycroft Holmes è interpretato da Jonjo O'Neill.

### Fumetti
Nel secondo volume del fumetto La Lega degli Straordinari Gentlemen di Alan Moore, Mycroft Holmes compare come leader dell'intelligence britannica sotto il nome in codice di "M".
Nella serie manga Moriarty the Patriot, Mycroft compare in veste di agente governativo a servizio della regina Vittoria.